# アウドヴェラ
アウドヴェラ（ラテン語:Audovera、フランス語:オードヴェール, Audovèreもしくはオードウェール, Audowère, 530年頃 - 580年）は、フランク王国のネウストリア王キルペリク1世の初婚の妃。

## 生涯
トゥールのグレゴリウスはアウドヴェラをキルペリク1世の初婚の正妃としている。アウドヴェラはキルペリク1世との間に数人の王子・王女を生んだ。
- テウデベルト（548/51年 - 573年） - ゴディギゼル公とゴントラン・ボソンに敗北し、叔父のジギベルト1世が所有していたトゥーレーヌ領を荒らしたため殺害された。
- メロヴィク（? - 577年） - 義理の叔母にあたる（継母ガルスウィントの妹）ブルンヒルドと駆け落ちして結婚したが、父キルペリク1世により剃髪された後、父の命により殺された。
- クローヴィス（? - 580年） - 継母フレデグンドが差し向けた刺客により暗殺された。
- バシナ - 兄クロヴィスの死後、フレデグンドが差し向けた下僕達に凌辱された。その後ポワティエのサント=クロワ修道院で庇護を受け修道女となる。パリ王カリベルト1世の王女で従姉妹にあたる修道女クロティルデと共にポワティエの修道女たちの反乱に参加し歴史に名を残す[3]。
- チルデシンデ - 歴史家トゥールのグレゴリウスが引用したものではなく、1世紀半後の『フランコルム歴史学自由論(Liber Historiae Francorum)』にのみ存在が記載されており、実在していたかは疑問視されている。洗礼式に失敗しアウドヴェラが解任されるきっかけとなった娘。母と同じ尼僧院に収容される。

比較的遅く書かれた資料（727年）であり、広く論争されている『フランク史文書,Liber historiæ Francorum（英語版）』には、アウドヴェラが召使いのフレデグンドの罠により、王との離婚に至った。
実際、ザクセンで弟のシギベルトとの戦闘による王の不在を好機と見たフレデグンドにより、アウドヴェラは純真な人柄を利用され第5子のシルデシンデの代母になるよう唆された。
アウドヴェラは奸計により、自分の娘の代母となったり、夫の噂話をしたりしたことで罪を犯したことになり、教会から近親相姦の罪に問われることを恐れた王家から王と王妃の寝室に立ち入りを禁じられてしまう。
戦争から戻ったとき、フレデグンドからその話を知らされたキルペリクは、教会から破門されないようにアウドヴェラとの婚姻の無効を宣言し、ル・マンの修道院にアウドヴェラを入れたとされる 。
このように彩られた逸話は、西ゴート族の王女ガルズウィントと結婚できるようにするために、キルペリクがすべての妻（正妃と側室）を追放することを余儀なくされた（568年頃）とされ、トゥールのグレゴリウスによる初期の文書の主な文で記載されている。
その後、アウドヴェラはフレデグンドの謀略の犠牲者となり、王妃の座を追われた。その目的はキルペリク1世の中心的存在の妻子を宮廷から追放することであった。
トゥールのグレゴリウスによれば、宮廷を追放された後、アウドヴェラは580年にフレデグンドが差し向けた下僕によりル・マンで暗殺され、彼女の2人の息子、クローヴィスとメロヴィクはフレデグンドの命で追われ、処刑された。
長女バシナ王女は王位継承者に該当しなかったため暗殺は免れたが、フレデグンドが差し向けた下僕達により、まだ幼少であったが容赦なく凌辱され、ポワティエの修道院（ポワティエのラデグンドが運営）に収監された。